# Krpeľany
Krpeľany (Hongaars: Kerpelény) is een Slowaakse gemeente in de regio Žilina, en maakt deel uit van het district Martin.
Krpeľany telt 1.128 inwoners.